# West farkasfalka
A West farkasfalka a Kriegsmarine tengeralattjárókból álló második világháborús támadóegysége volt, amely összehangoltan tevékenykedett 1941. május 8. és 1941. június 20. között az Atlanti-óceán északi részén, elsősorban a Grönlandtól délre eső vizeken. A német West szó magyar jelentése: Nyugat. A 23 tengeralattjáró 33 hajót süllyesztett el, négyet megrongált, ezek összesített vízkiszorítása 224 442 brt volt.
Az U–110-et 1941. május 9-én brit hadihajók mélységi bombákkal megrongálták, ezért kénytelen volt a felszínre emelkedni. Kapitánya, Fritz-Julius Lemp kiadta a parancsot a búvárhajó elhagyására, de a tengeralattjáró nem süllyedt elég gyorsan, ezért a brit haditengerészek el tudták foglalni, és sikerült megszerezniük a németek szigorúan titkos rejtjelező gépét, az Enigmát.

## A farkasfalka tengeralattjárói
| A hajó száma | Parancsnoka             | Részvétel kezdete | Részvétel vége   |
| ------------ | ----------------------- | ----------------- | ---------------- |
| U–43         | Wolfgang Lüth           | 1941. május 17.   | 1941. június 16. |
| U–46         | Engelbert Endrass       | 1941. május 19.   | 1941. június 6.  |
| U–48         | Herbert Schultze        | 1941. június 2.   | 1941. június 8.  |
| U–66         | Richard Zapp            | 1941. május 24.   | 1941. június 5.  |
| U–73         | Helmut Rosenbaum        | 1941. május 31.   | 1941. június 16. |
| U–74         | Eitel-Friedrich Kentrat | 1941. május 13.   | 1941. május 22.  |
| U–75         | Helmuth Ringelmann      | 1941. június 2.   | 1941. június 20. |
| U–77         | Heinrich Schonder       | 1941. június 6.   | 1941. június 20. |
| U–93         | Claus Korth             | 1941. május 8.    | 1941. május 26.  |
| U–94         | Herbert Kuppisch        | 1941. május 8.    | 1941. május 29.  |
| U–97         | Udo Heilmann            | 1941. május 8.    | 1941. május 27.  |
| U–98         | Robert Gysae            | 1941. május 8.    | 1941. május 27.  |
| U–101        | Ernst Mengersen         | 1941. június 2.   | 1941. június 20. |
| U–108        | Klaus Scholtz           | 1941. június 2.   | 1941. június 20. |
| U–109        | Hans-Georg Fischer      | 1941. május 13.   | 1941. május 23.  |
| U–110        | Fritz-Julius Lemp       | 1941. május 9.    | 1941. május 9.   |
| U–111        | Wilhelm Kleinschmidt    | 1941. május 13.   | 1941. június 5.  |
| U–201        | Adalbert Schnee         | 1941. május 8.    | 1941. május 13.  |
| U–204        | Walter Kell             | 1941. június 5.   | 1941. június 16. |
| U–553        | Karl Thurmann           | 1941. június 13.  | 1941. június 20. |
| U–556        | Herbert Wohlfarth       | 1941. május 10.   | 1941. május 20.  |
| U–557        | Ottokar Arnold Paulssen | 1941. május 25.   | 1941. június 20. |
| U–751        | Gerhard Bigalk          | 1941. június 16.  | 1941. június 20. |

## Elsüllyesztett és megrongált hajók
| Dátum            | A búvárhajó száma | A hajó neve      | Nemzetisége        | Vízkiszorítása | Konvoj |
| ---------------- | ----------------- | ---------------- | ------------------ | -------------- | ------ |
| 1941. május 8.   | U–97              | Ramillies        | Egyesült Királyság | 4553           | OB–317 |
| 1941. május 9.   | U–110             | Bengore Head     | Egyesült Királyság | 2690           | OB–318 |
| 1941. május 9.   | U–201             | Empire Cloud*    | Egyesült Királyság | 5969           | OB–318 |
| 1941. május 9.   | U–110             | Esmond           | Egyesült Királyság | 4976           | OB–318 |
| 1941. május 9.   | U–201             | Gregalia         | Egyesült Királyság | 5802           | OB–318 |
| 1941. május 10.  | U–556             | Aelybryn*        | Egyesült Királyság | 4908           | OB–318 |
| 1941. május 10.  | U–556             | Empire Caribou   | Egyesült Királyság | 4861           | OB–318 |
| 1941. május 10.  | U–556             | Gand             | Belgium            | 5086           | OB–318 |
| 1941. május 13.  | U–98              | HMS Salopian**   | Egyesült Királyság | 10 549         | SC–30  |
| 1941. május 13.  | U–111             | Somersby         | Egyesült Királyság | 5170           | HX–126 |
| 1941. május 20.  | U–556             | British Security | Egyesült Királyság | 8470           | HX–126 |
| 1941. május 20.  | U–556             | Cockaponset      | Egyesült Királyság | 5995           | HX–126 |
| 1941. május 20.  | U–556             | Darlington Court | Egyesült Királyság | 4974           | HX–126 |
| 1941. május 20.  | U–109             | Harpagus         | Egyesült Királyság | 5173           | HX–126 |
| 1941. május 20.  | U–94              | John P. Pedersen | Norvégia           | 6128           | HX–126 |
| 1941. május 20.  | U–94              | Norman Monarch   | Egyesült Királyság | 4718           | HX–126 |
| 1941. május 20.  | U–98              | Rothermere       | Egyesült Királyság | 5356           | HX–126 |
| 1941. május 20.  | U–111             | San Felix*       | Egyesült Királyság | 13 037         | OB–322 |
| 1941. május 21.  | U–93              | Elusa            | Hollandia          | 6235           | HX–126 |
| 1941. május 21.  | U–98              | Marconi          | Egyesült Királyság | 7402           | OB–322 |
| 1941. május 22.  | U–111             | Barnby           | Egyesült Királyság | 4813           | HX–126 |
| 1941. május 29.  | U–557             | Empire Storm     | Egyesült Királyság | 7290           | HX–128 |
| 1941. június 2.  | U–108             | Michael E.       | Egyesült Királyság | 7628           | OB–327 |
| 1941. június 3.  | U–75              | Eibergen         | Hollandia          | 4801           | OB–327 |
| 1941. június 3.  | U–48              | Inversuir*       | Egyesült Királyság | 9456           | OB–327 |
| 1941. június 3.  | U–75              | Inversuir        | Egyesült Királyság | 9456           | OB–327 |
| 1941. június 4.  | U–101             | Trecarrell       | Norvégia           | 5271           | OB–327 |
| 1941. június 5.  | U–48              | Wellfield        | Egyesült Királyság | 6054           | OB–328 |
| 1941. június 6.  | U–48              | Tregarthen       | Egyesült Királyság | 5201           | OB–329 |
| 1941. június 6.  | U–43              | Yselhaven        | Hollandia          | 4802           | OB–328 |
| 1941. június 8.  | U–108             | Baron Nairn      | Egyesült Királyság | 3164           | OB–328 |
| 1941. június 8.  | U–108             | Dirphys          | Görögország        | 424            | OB–328 |
| 1941. június 8.  | U–48              | Pendrecht        | Hollandia          | 10 746         | OB–329 |
| 1941. június 9.  | U–101             | Trevarrack       | Egyesült Királyság | 5270           | OB–329 |
| 1941. június 10. | U–108             | Christian Krohg  | Norvégia           | 1992           | OB–329 |
| 1941. június 10. | U–204             | Mercier          | Belgium            | 7886           | OB–330 |
| 1941. június 13. | U–77              | Tresillian       | Egyesült Királyság | 4743           | OB–330 |

* A hajó nem süllyedt el, csak megrongálódott

** Hadihajó